# Реттвік
Реттвік (швед. Rättvik) — містечко (tätort, міське поселення) у центральній Швеції в лені Даларна. Адміністративний центр комуни Реттвік.

## Географія
Містечко знаходиться у північній частині лена Даларна за 270 км на північний захід від Стокгольма.

## Історія
Ландскомуна Реттвік почала діяти з 1863 року

## Герб міста
Герб було розроблено для ландскомуни Реттвік. Отримав королівське затвердження 1948 року.
Сюжет герба: щит розтятий і перетятий, у першому та четвертому червоних полях — по золотій сокирі в стовп, у другому та третьому золотих полях — по дві скошені навхрест сині арбалетні стріли (болти), вістрями вгору.
Символи походиять із парафіяльної печатки 1625 року. Сокира є атрибутом Святого Олафа, якому посвячена місцева церква. Арбалетні стріли (болти) вказують історичні події, пов'язані з Густавом Вазою.
Після адміністративно-територіальної реформи, проведеної в Швеції на початку 1970-х років, муніципальні герби стали використовуватися лишень комунами. Цей герб був 1971 року перебраний для нової комуни Реттвік.

## Населення
Населення становить 5  195 мешканців (2018).

## Спорт
У поселенні базується спортивний клуб ІФК Реттвік, з якого виділилися колишні секції в тепер окремі однойменні команди з хокею з м'ячем (бенді), футболу та гандболу. Особливо успішно виступають хокеїсти з м'ячем.
Місцева бейсбольна команда (Rättvik Butchers) один раз вигравала Шведський кубок і двічі Шведський чемпіонат.

## Галерея

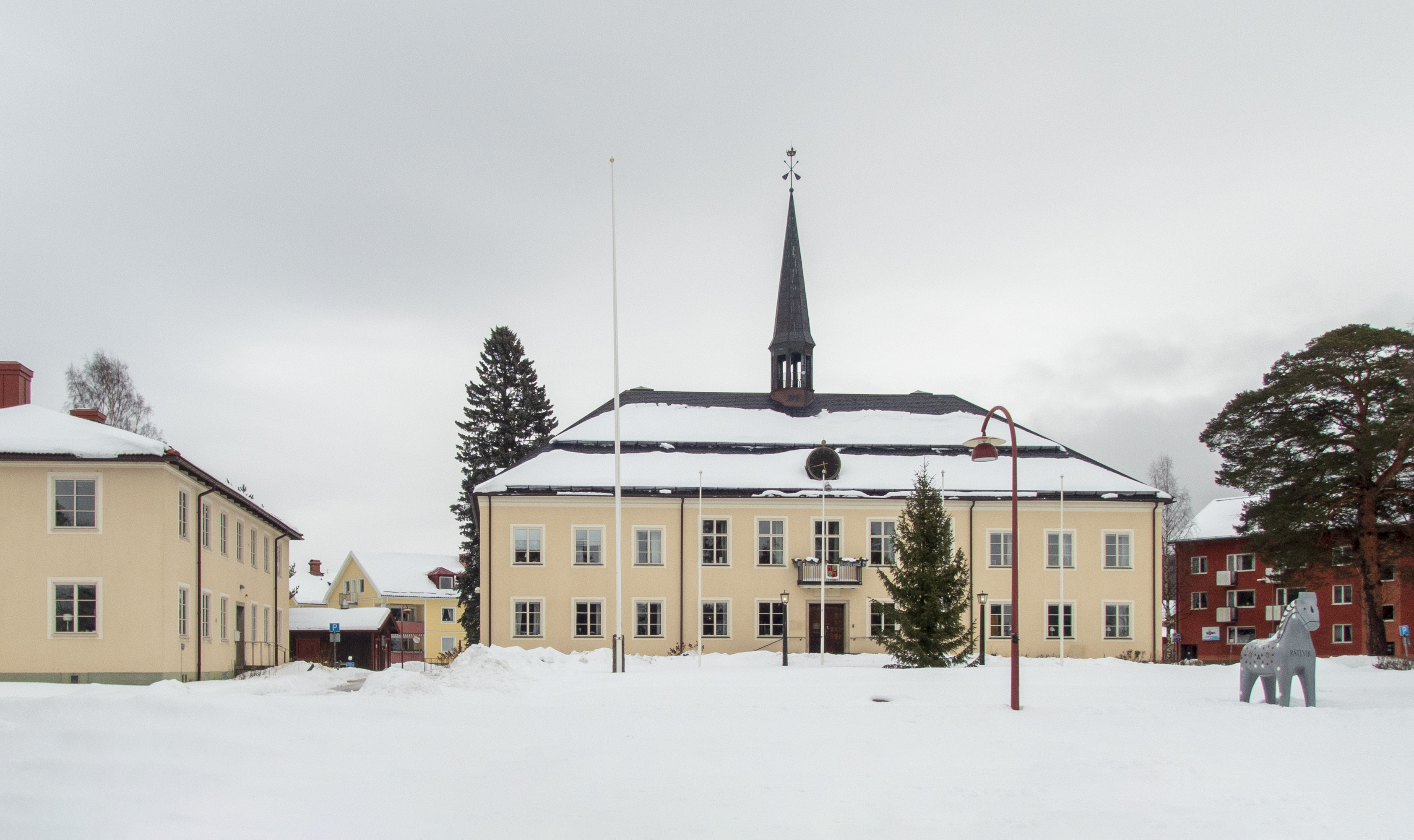
Управа комуни
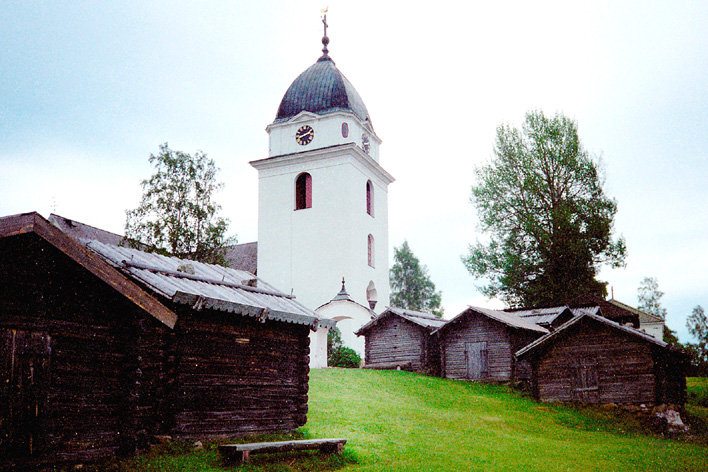
Церква
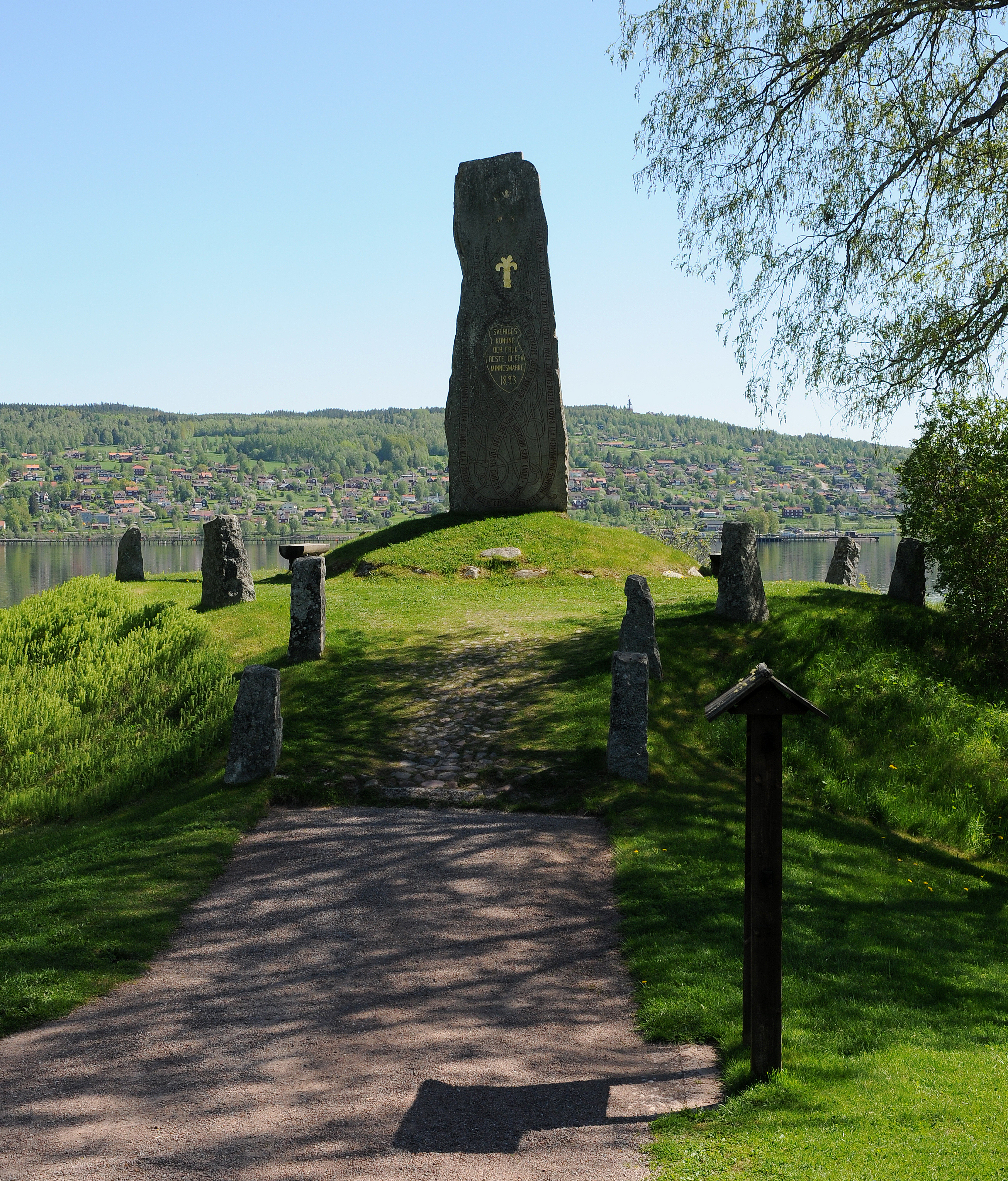
Пам'ятник Вази
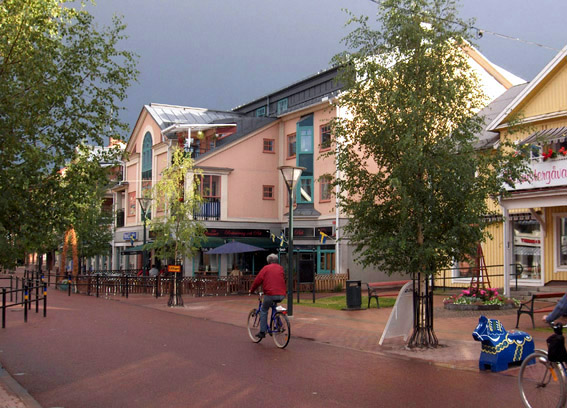
У центрі міста

## Покликання
- Сайт комуни Реттвік